# Tarista pentheusalis
Tarista pentheusalis là một loài bướm đêm trong họ Noctuidae.